# Rainer Krause

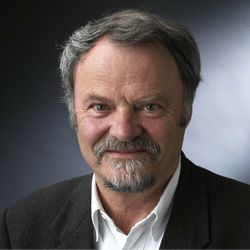
Rainer Krause (2014)

Rainer Krause (* 5. Oktober 1942 in Gemmrigheim) ist ein deutscher Psychologe, Psychoanalytiker und Affektforscher.

## Werdegang
Rainer Krause hat fünf Geschwister, beide Eltern waren Ärzte. Er ist verheiratet und hat einen Sohn. Krause lebt und arbeitet im Saarland. 

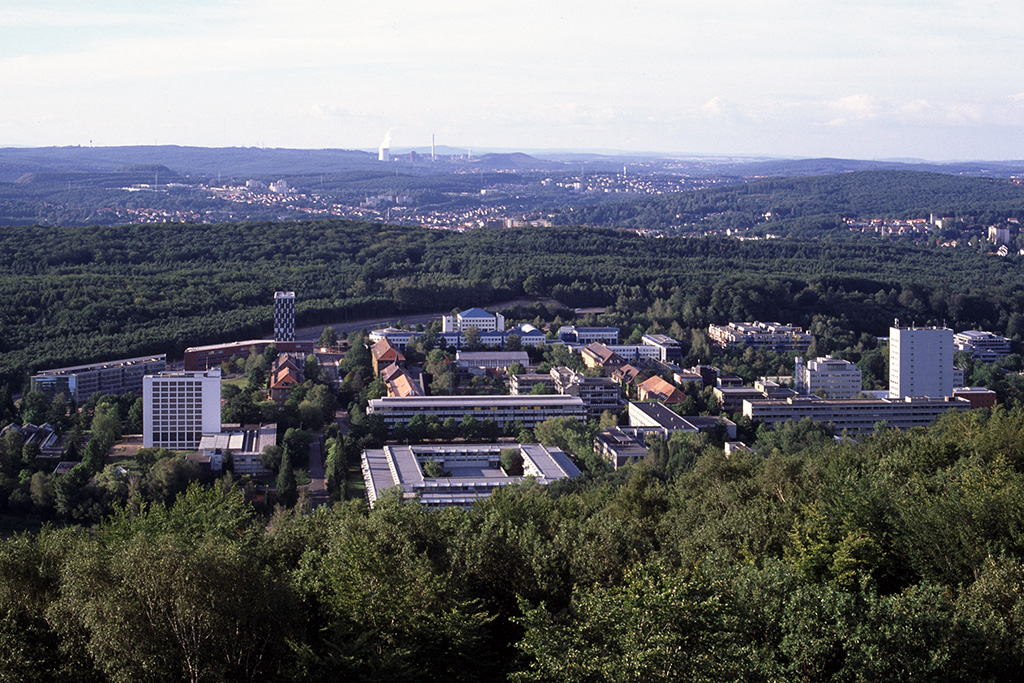
Campus der Universität des Saarlandes

1962 legte Krause das Abitur am Gymnasium in Bietigheim ab. 1964 begann er nach dem Ende seiner Dienstzeit bei der Bundeswehr ein Psychologiestudium an der Universität Tübingen. Im Wintersemester 1967/1968 setzte er sein Studium an der Universität Zürich fort, bevor er 1969, zurück in Tübingen, sein Diplom ablegte. Von Anbeginn galt sein Interesse besonders der klinischen und der Sozialpsychologie. In Zürich trat er seine erste Assistentenstelle an und begann 1971 eine psychoanalytische Weiterbildung am Psychoanalytischen Seminar Zürich. Ein Jahr später promovierte er in Tübingen. 1976 wurde er in Zürich habilitiert und erhielt dort 1978 mit der sogenannten venia legendi die Lehrbefugnis. 1980 folgte er dem Ruf der Universität des Saarlandes auf den Lehrstuhl für Klinische Psychologie. Von 1981 bis 1983 war er dort geschäftsführender Professor der Fachrichtung Psychologie. 2009 wurde Rainer Krause emeritiert, er beteiligt sich weiterhin am öffentlichen Diskurs.

## Wirken
Im Rahmen einer DFG-Förderung organisierte Krause 1985 die zweite Europäische Konferenz zur Erforschung der Gesichtsmimik. Spätestens damit war der Beginn seiner umfangreichen Affektforschung und der Frage markiert, wie Affekte in der Mimik des Menschen ihren Ausdruck finden. 1986 wurde er in den Board of Directors der International Society for Research on Emotions gewählt. Verschiedene Auslandsaufenthalte begleiteten seinen beruflichen Werdegang, ebenso wie später seine Lehr- und Forschungsarbeit.

„Man darf ihn […] als enorm fruchtbaren Affektforscher feiern. Zu den sogenannten Primäraffekten […] hat er nicht nur so präzise wie einfühlsam jeweils kleine Artikel geschrieben, sondern sie auch höchst anschaulich und amüsant bebildert, teilweise sogar mit seinem eigenen Porträt in verschiedenen Gefühlszuständen.“

Rainer Krause konzentrierte seine vielfältige wissenschaftliche Tätigkeit auf die Affektforschung und etablierte sich in verschiedenen Fachgesellschaften der Psychoanalyse einerseits und der Psychotherapie- und Affektforschung andererseits. 1991 organisierte er die Jahrestagung der International Society for Research on Emotions. Er schloss insgesamt fünf von der Deutschen Forschungsgemeinschaft geförderte Projekte ab, die den Affektaustausch zwischen Gesunden und seelisch erkrankten Gruppen in den Fokus rückten. Gemeinsam mit anderen gründete er an den Universitäten in Amsterdam, Bologna, Genf, Paris, Madrid, Manchester und Würzburg das ERASMUS-Austauschprogramm für Emotionsforschung. Seit 1998 unterstützt er in Deutschland ausgebildete Kollegen, die bemüht sind, in Izmir ein psychotherapeutisches Versorgungsnetz aufzubauen. 2002 baute er die Hochschulambulanz Psychotherapie an der Universität des Saarlandes auf, an der bis heute Patienten nach den sog. Richtlinienverfahren behandelt werden. Seit 2010 ist er Hochschullehrer an der International Psychoanalytic University Berlin. In diesem Rahmen ist er besonders mit dem Aufbau der Infrastruktur für die Forschung befasst. Als Mitbegründer des 1991 gegründeten Saarländischen Institutes für Psychoanalyse und Psychotherapie e. V. ist er dort nach wie vor Dozent, Lehranalytiker und Supervisor.
Von 1999 bis 2009 war er Mitglied im Wissenschaftlichen Beirat der Lindauer Psychotherapiewochen.
Bis 2005 war Rainer Krause Mitherausgeber der Zeitschrift für Psychosomatische Medizin und Psychotherapie, dem Organ der Deutschen Gesellschaft für Psychosomatische Medizin und ärztlichen Psychotherapie (DGPM). Darüber hinaus war er Mitentwickler des Facial Action Coding System (FACS), einer wissenschaftlich fundierten Technik der Emotionserkennung, mit deren Hilfe es möglich wird, Mimik zu entschlüsseln.
Seine zahlreichen internationalen Kontakte kamen ihm im Rahmen seiner Affektforschung auch für den „interkulturellen Vergleich der Affektencodierung und -decodierung am Beispiel von Franzosen und Deutschen“ zugute, dem er 1986/1987 ein eigenes Forschungsprojekt widmete. Neben Lehre und Forschung beteiligte sich Rainer Krause an der psychotherapeutischen Versorgung von Patienten, die an verschiedenen seelischen Störungen litten. Der Psychoanalyse steht er zwar auch kritisch gegenüber, gleichwohl ist sie ihm theoretische Basis seiner Forschungen und Behandlungen, weil er die „Kernbereiche der Theorie für unersetzbar“ hält.
Neben der Wissenschaft gilt Krauses Interesse auch der Kunst. So hat zum Beispiel der Salon für Ästhetische Experimente der Volksbühne Berlin Krause dafür gewinnen können, sich gemeinsam mit der bildenden Künstlerin Judith Raum und einer Tänzerin an der Vortragsreihe Gegenzeit zu beteiligen.

## Affekte und Kommunikation
Im Rahmen einer unter Affektforschern kontrovers geführten Diskussion, welche und wie viele Affekte unterschieden werden können, legt sich Krause auf „sieben Primäraffekte“ fest: Freude, Neugier, Angst, Wut, Trauer, Verachtung und Ekel. Primäraffekte zeichnen sich durch eine „phylogenetisch entstandene(n) Bedeutung“ aus. Davon grenzt er „strukturelle Affekte“ ab, wie zum Beispiel Scham oder Stolz. Sie „erfordern zusätzlich ontogenetisch erworbenes Wissen“. Krause beschreibt die, angesichts der Wirksamkeit all dieser Affekte, typische Gestaltung der zwischenmenschlichen Beziehungen in verschiedenen Zusammenhängen. „Affekte sind ansteckend“ ist eine der Formeln, die Krause seinen Untersuchungen zugrunde legt. Dabei untersucht er im Detail, welche Muskeln bei welchem Affekt innerviert werden und die Mimik des Untersuchten bestimmen. Die genaue Kenntnis der bei den Affekten beteiligten Gesichtsmuskeln – Krause nennt es das „Innervationsmuster“ – erlaubt es zu erkennen, welcher Affekt in einer kommunikativen Situation, wie zum Beispiel in einem Gespräch, einem Vortrag oder in einer Diskussion, zum Ausdruck gebracht wird. Nicht immer ist dieser Ausdruck bewusst, oft genug nicht einmal gewollt. Aus der Diskrepanz zwischen verbaler Mitteilung und mimischem Ausdruck von Affekten in der Kommunikation können Konflikte und Missverständnisse resultieren.
Am Beispiel des Lächelns zeigt Krause in einem Vortrag den Unterschied zwischen einem echt wirkenden und einem unecht wirkenden Lächeln auf, bei denen nicht dieselben Muskeln beteiligt sind. Bedeutsam in diesem Zusammenhang ist die Tatsache, dass die Muskeln des sog. „Untergesichts“ deutlich leichter bewusst gesteuert werden können, als die Muskeln des sog. „Obergesichts“. Und bei einem Lächeln, das unecht wirkt, sind bestimmte Muskeln des Obergesichts nicht beteiligt. Als „häufigste Emotionen, die man zu sehen kriegt“, benennt Krause Verachtung und Ekel, was im Widerspruch zu den Alltagstheorien affektpsychologischer Laien stehen dürfte. Wenn sich Menschen jedoch über ihren Alltag unterhalten, rückt der Ausdruck von Freude an die erste Stelle der am häufigsten gezeigten Affekte. Andere Themen rufen eine andere Rangfolge der Affekte auf den Plan. Krause betont, dass der sich im Gesicht abbildende Affekt nicht zwangsläufig wiedergibt, was erlebt wird. Einzig bei der Freude decke sich Erlebtes mit dem Ausdruck in der Mimik. Anders bei den negativen Affekten: sie werden häufiger gezeigt, als erlebt. Das bringt Krause damit in Zusammenhang, dass die Affekte dann nicht über das Verhältnis zum Gegenüber Auskunft geben. Er bezieht sich dabei auf alte und vielfach bestätigte Erkenntnisse von Bühler (1934), nach denen in der Kommunikation zwischen einem „Sender“ genannten Gesprächspartner und seinem als „Empfänger“ bezeichneten Gegenüber Zeichen des Ausdrucks verschieden zu interpretieren wären: als „Ausdruck für den inneren Zustand des Senders“, oder in seiner „Appellfunktion“, die „den Empfänger zu einer bestimmten Handlung bringen“ solle, oder aber als eine Art „seelischen Kommentar“ über etwas, „über das der Sender spricht oder nachdenkt“. Lachen sei im Unterschied zu anderen Gemütszuständen „fast beliebig mit allen anderen Affekten kombinierbar“.
Im Rahmen ihrer Dissertation beschreibt Krauses Doktorandin Ingrid Frisch erhebliche geschlechtsspezifische Unterschiede, wenn Frauen mit Frauen oder Männer mit Männern über eine definierte Alltagssituation sprechen. Männer wären in ihrem affektiven Ausdruck „karger“, wie Krause sagt – mit einer Ausnahme: dem Ärger. Das habe „nichts mit Genetik zu tun“, denn wenn Männer mit Frauen reden, würden sie nahezu gleichen affektiven Ausdruck hervorbringen wie Frauen.
Zu Rainer Krauses 65. Geburtstag im Jahr 2007 fasst Tom Levold vom Systemmagazin einen Teil der Forschungsergebnisse zusammen: „Es wird argumentiert und mit dem empirischen Material untermauert, dass man die Hartnäckigkeit psychischer Störungen teilweise erklären kann durch das unbewusste mikro-affektive Verhalten der seelisch erkrankten Personen, das ihre normalen Partner dazu bringt, ihre unbewussten Annahmen über sich und die Welt zu bestätigen. Die Art und Weise, wie dies geschieht, wird am Verhalten verschiedener Störungsbilder aufgezeigt.“
Harald Weilnböck zitiert in seiner Buchbesprechung über empirische Forschung in der Psychoanalyse „die Ebene der ‚unbewussten Affektanpassung‘, die in allen Interaktionen unwillkürlich stattfindet.“ Und er fasst – neben den Ergebnissen, die andere Psychotherapieforscher vorgelegt haben – ein spezielles Forschungsergebnis von Krause mit seinen Implikationen für den therapeutischen Prozess zusammen: „In Krauses Versuchsanordnung werden über 15 Einzelstunden hinweg im Einminutentakt die mimischen Ausdrücke des Lachens und Lächelns erfasst und dem mimischen Affektverhalten des Therapeuten gegenübergestellt. Die visuelle Darstellung in Form zweier Diagrammkurven macht das Ausmaß der ‚unbewussten Affektanpassung‘ sowie deren Entwicklung im Verlauf der Therapie erkennbar. Dabei lässt sich präzise nachweisen: Je mehr es dem Therapeuten gelingt, sich der mikroaffektiven Verstrickung letztendlich zu entziehen, desto erfolgreicher ist die Therapie.“

## Schriften (Auswahl)
- Sprache und Affekt. Das Stottern und seine Behandlung. Kohlhammer, Stuttgart, Berlin, Köln, Mainz 1981, ISBN 978-3-17-005267-3.
- Psychodynamik der Emotionsstörungen. In: Klaus R. Scherer (Hrsg.): Enzyklopädie der Psychologie. C/IV/3. Hogrefe, Göttingen 1990, ISBN 978-3-8017-0520-6, S. 630–705 (Enzyklopädie der Psychologie: Themenbereich C, Theorie und Forschung: Ser. 4, Motivation und Emotion: Bd. 3).
- Gesicht-Affekt-Wahrnehmung und Interaktion. In: G. Koch (Hrsg.): Auge und Affekt. Wahrnehmung und Interaktion. Fischer, Frankfurt 1995, ISBN 3-596-12671-1, S. 57–72.
- Ausdruckspsychologische Methoden. In: Kurt Pawlik (Hrsg.): Grundlagen und Methoden der Differentiellen Psychologie (= Enzyklopädie der Psychologie). Band 1. Hogrefe, Göttingen 1996, ISBN 978-3-8017-0533-6, S. 577–608.
- Die Modulare Struktur des Emotionssystems. Universitäts- und Landesbibliothek, Saarbrücken 2003 (researchgate.net [PDF; 176 kB; abgerufen am 28. Februar 2018]).
- Affektentwicklung. Männliche Stile der Affektregulation. In: Matthias Franz, Andre Karger (Hrsg.): Neue Männer muss das sein? Risiken und Perspektiven der heutigen Männerrolle (= Enzyklopädie der Psychologie). Vandenhoeck & Ruprecht, Göttingen 2011, ISBN 978-3-525-40440-9, S. 208–229.
- Allgemeine psychodynamische Behandlungs- und Krankheitslehre. Grundlagen und Modelle. Kohlhammer, Stuttgart 2012, ISBN 978-3-17-023561-8.
- mit E. Steimer-Krause: Affekt und Beziehung. In: P. Buchheim, M. Cierpka, Th. Seifert (Hrsg.): Beziehung im Fokus. Springer, Heidelberg 1993, ISBN 978-3-642-84909-1, S. 71–83.

## Auszeichnungen
- 1991: Förderpreis der Deutschen Psychoanalytischen Gesellschaft (DPG)
- 2010: Bundesverdienstkreuz am Bande[20]